# TFCC (アメリカ海軍)

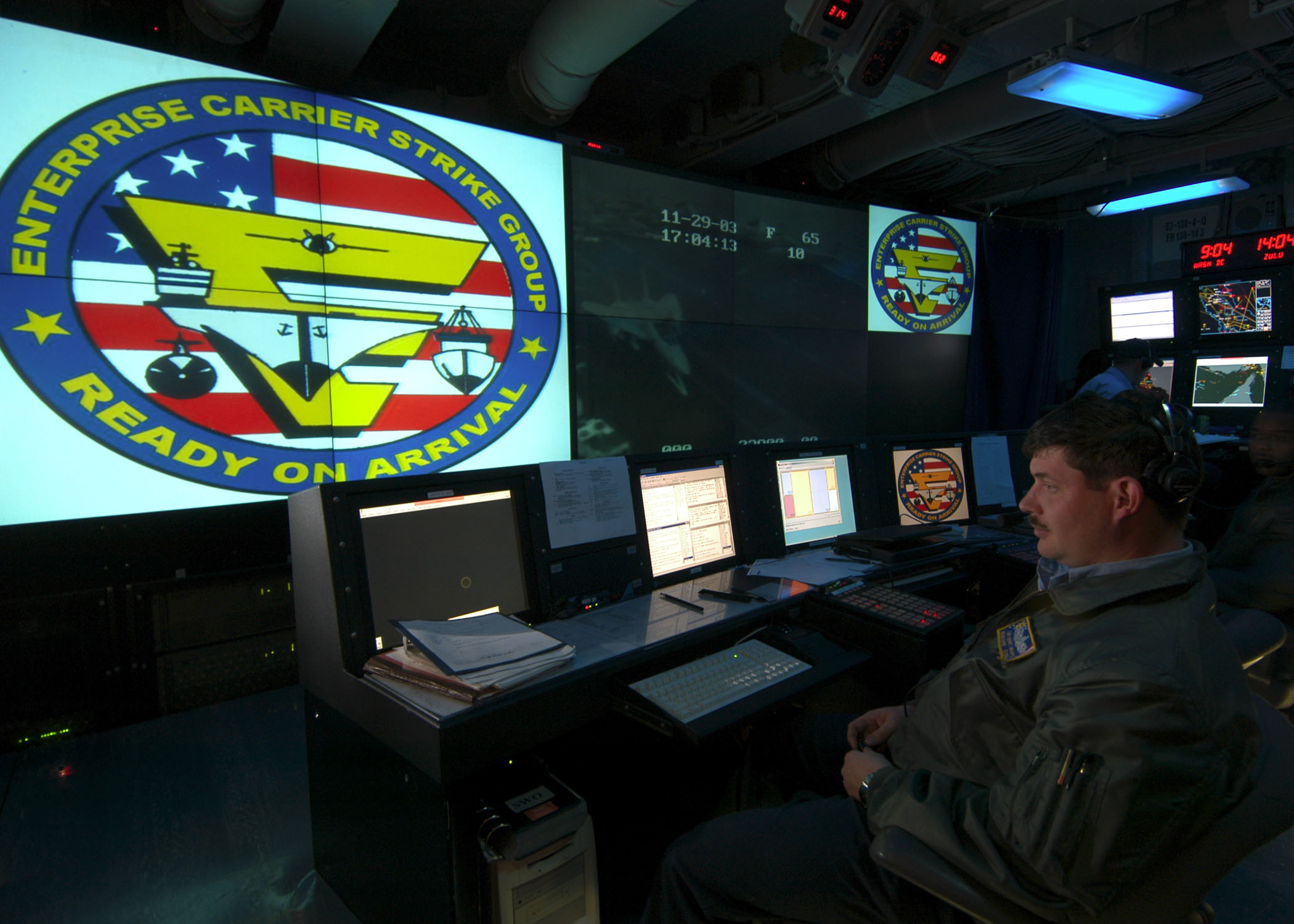
空母「エンタープライズ」艦上のTFCC

TFCC（戦術司令部指揮所、英語: Tactical flag command center）は、洋上部隊指揮官 (OTC) および幕僚のため、アメリカ海軍の航空母艦に設置される司令部施設。

## 来歴
TFCCについての研究は1971年より着手され、1974年にはMSPS（MUlti-Source Processing System）として開発試験・評価に供された。COMOPTEVFORは、このシステムは洋上部隊指揮官の支援に有用たりうると結論づけ、さらなる開発を行うよう勧告した。1974年12月にはアウトロー・シャーク計画として開発を推進することが決定され、1975年6月に正式な指揮統制システムとして承認されるとともに、TFCCに改称された。しかし1976年6月から1977年7月にかけてCOMOPTEVFORが行った実用試験において、システムのハードウェアとソフトウェアの準備、標準操作手順および人員要件の検証未了など、本来なら開発試験の段階で指摘・対策されるべき欠陥が認められたことから、1977年秋、海軍作戦部長（CNO）は開発の中断と再検討を指示した。
その後2年間の再検討を経て、CNOの承認を受け、1979年8月よりTFCC計画が再開された。TFCC計画の再開にあたっては漸進的なアプローチが採択され、まずインクリメント1では既存の機材の再配置によって指揮所の構築を図ったのち、インクリメント2において、専用機材であるAN/USQ-81(V) FDDS（Flag Data Display System）を開発・配備することとした。
TFCC計画にはFDDSの試作機（Engineering Development Model: EDM）2基が含まれており、このうち最初のシステムは1983年中盤には初期作戦能力（IOC）を達成して、空母「アメリカ」に艤装された。一方、この時期には、現場主導のラピッドプロトタイピングの手法によって、JOTSの開発も進められていた。これは民生用コンピュータを活用して比較的安価に戦術的意思決定支援システムを構築するものであり、TFCCの機材として有用と認められたことから、FDDS未搭載の空母のうち8隻のTFCCの機材としてJOTS-Iが搭載された。
COMOPTEVFORは、FDDS・JOTS-Iのいずれも洋上部隊指揮官の支援には不十分であると評価した。しかし1980年代のコンピュータ技術の飛躍的進歩を受けて、FDDSの機能は、JOTSで採用されたような標準的なワークステーションで実現できるようになった。

## 構成

### 洋上端末装置
TFCCは、海軍の指揮統制システム（Naval Command and Control System: NCCS）における洋上の拠点と位置付けられ、空母打撃群指揮官の指揮所として、戦術的状況、自軍の位置と状態、地政学的環境（地図を含む）、兵站データ、情報など、多種多様な対象に関するデータの検索・表示といった機能を有する。
FDDSは非常に大掛かりで精巧な機材となることが予測されていたことから、これを中核とするTFCCも高価な設備になるものと考えられていた。しかし実際には、JOTSで採用されたような民生用コンピュータを活用することで、同様の機能を遥かに安価に実現できた。このため、TFCCは、当初計画されていたような集中型のシステムではなく、民生用の設計に基づくワークステーションを複数用いた分散システムとして構築されることとなった。JOTSのワークステーションはTFCCの基本的な構成機材となり、標準的には、ワークステーション5基と、プロジェクタまたは37-42インチ大型ディスプレイ2基が設置された。またその後、ハードウェアおよびソフトウェアともにバージョンアップを繰り返し、システム名もJMCIS（Joint Maritime Command Information Strategy）、更にGCCS-M（Global Command and Control System - Maritime）へと変更されていった。
1990年にアメリカ海軍が採択したコペルニクスC4Iアーキテクチャ（Copernicus C4I Architecture）では、TFCCを含む戦術指揮所に、洋上部隊内・外の各種センサーから得られた情報や、上級司令部や関連部隊・機関からの情報を集中させることとなっている。この戦術指揮所（Tactical Command Center: TCC）は、TFCCのほか、空母インテリジェンスセンター（Carrier Intelligence Center: CVIC）、補充インテリジェンス表示区画（Supplementary Plot: SUPPLOT）、艦情報解析区画（Ship's Signal Exploitation Space: SSES）、そして空母自身の戦闘指揮所（CDC）などによる統合的な構成とされている。

### 通信システム
TFCCに所在する洋上部隊指揮官は、NCCSの陸上拠点と位置付けられるFCC（Flag Command Center）に所在する艦隊司令官、あるいは麾下の各艦長・各種戦指揮官と作戦情報・情勢認識を共有することが求められる。部隊内での情報共有には、従来通りの戦術データ・リンクに加えて衛星通信も用いられ、指揮統制回線としてはOTCIXS、情報資料の送受信回線としてはTADIXSが用いられる。